# Вервейлен, Бас
Бас Вервейлен (нидерл. Bas Verwijlen, род. 1 октября 1983 года, Осс, Нидерланды) — голландский фехтовальщик на шпагах. Призёр чемпионатов мира и Европы.

## Биография
Бас родился 1 октября 1983 года в городе Осс. Голландец начал заниматься фехтованием в 5 лет, до двенадцати лет он совмещал занятия по фехтованию на рапире и шпаге, но выбрал шпагу. Его тренером является его отец — Рул Вервейлен, который стал тренером сборной Нидерландов.
В 2005 году Бас выиграл свою первую медаль на крупных международных соревнованиях: на чемпионате мира голландец стал третьим в личной шпаге.
В 2008 году голландский шпажист отобрался на Олимпийские игры в Пекине. Голландец превосходно выступил в личном первенстве: он добрался до четвертьфинала, где уступил будущему чемпиону, итальянцу Маттео Тальяриолю, со счётом 11:15.
2011 год сложился для Баса блестяще: на чемпионате Европы он стал вице-чемпионом, а осенью завоевал серебро первенства планеты, уступив итальянцу Паоло Пиццо два укола в борьбе за победу.
В 2012 году Бас принял участие на Олимпийских играх в Лондоне, но выступил неудачно из-за травмы колена, уступив в 1/8 финала.

## Лучшие результаты

### Чемпионаты мира
- Серебро — чемпионат мира 2011 года (Катания, Италия)
- Бронза — чемпионат мира 2005 года (Лейпциг, Германия)

### Чемпионаты Европы
- Серебро — чемпионат Европы 2011 года (Шеффилд, Великобритания)